# Galerie Commeter

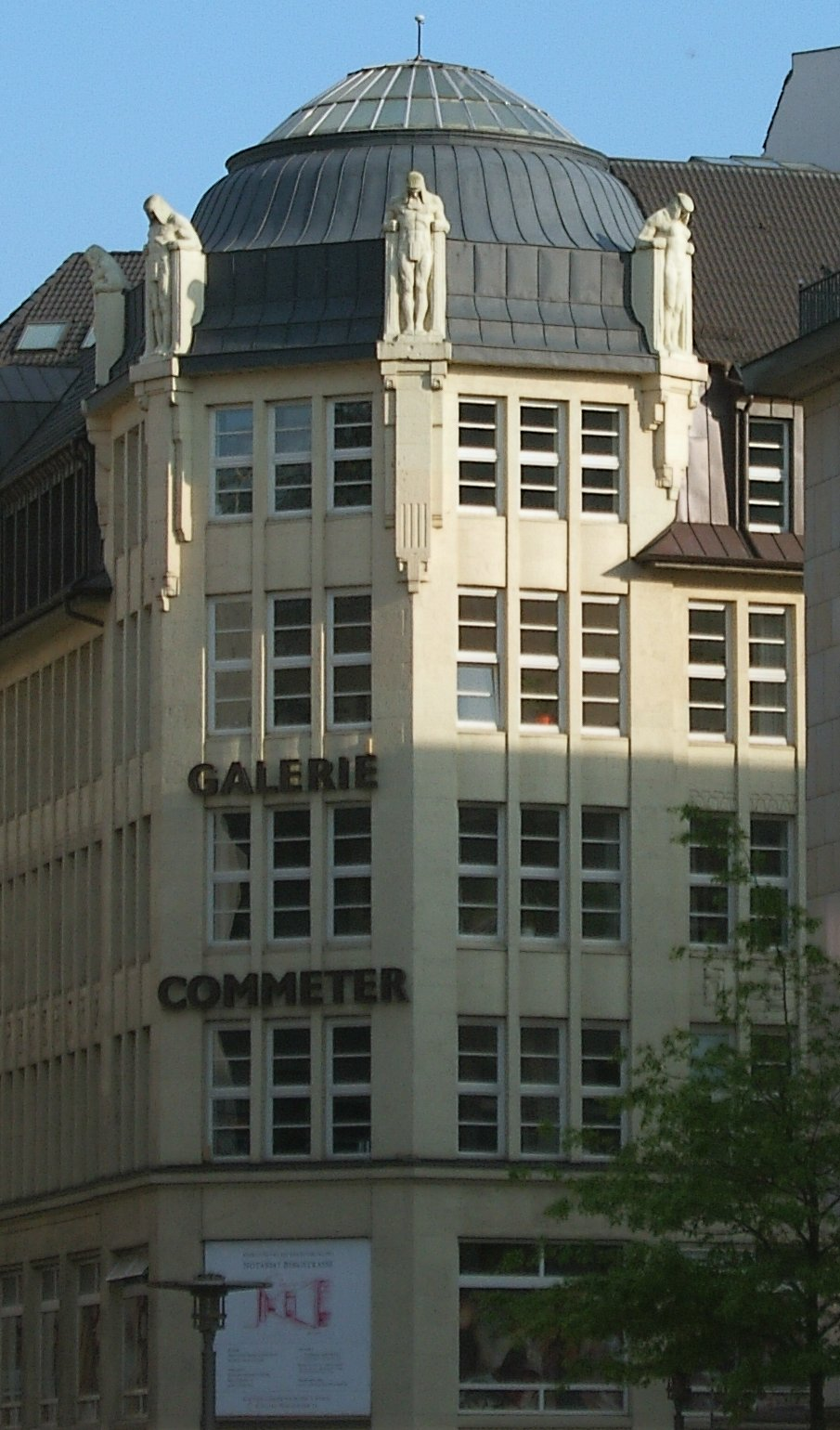
Sitz der Galerie Commeter, Bergstraße 11/Hermannstraße, Hamburg

Ernst Ludwig Kirchner: Die Maler der Brücke, 1925, (v. l. n .r: Müller, Kirchner, Heckel, Schmidt-Rottluff)

Die Galerie Commeter ist eine Kunstgalerie in der Hansestadt Hamburg. Sie wurde 1821 von Georg Ernst Harzen gegründet. 1878 übernahm Wilhelm Suhr die seitdem als Familienbetrieb geführte Galerie. 2007 wurde die Schwestergalerie Persiehl & Heine gegründet.

## Geschichte und Wirkung
Im Oktober 1821 eröffnete der Kunsthändler Georg Ernst Harzen in der Johannisstraße 48, in der Nähe der Hamburger Börse, eine Kunst- und Papierhandlung, in der nach 1822 auch der 1817 gegründete Kunstverein in Hamburg residierte, dessen Verwaltung Harzen übernommen hatte. Schon 1824 übergab Harzen die Geschäftsleitung an Johann Matthias Commeter, der die Galerie in neuen Geschäftsräumen als Kunst-Handlung J.M. Commeter am Neuen Wall 39 weiterbetrieb. Während des Großen Brands 1842 wurde das Gebäude zerstört: Harzen konnte einen Großteil der Kunstwerke retten und  die Galerie 1844 neu eröffnen.

### Bis 1900
Der Kunsthandel und der Kunstverein standen in der ersten Hälfte des 19. Jahrhunderts „nicht in einem Konkurrenz – sondern in einem Komplementärverhältnis zueinander“ (Ulrike Renz). Commeter und Harzen haben das Kunstleben in Hamburg bis 1847 wesentlich mitbestimmt und geprägt, sie „gehörten zu den Gründern und aktivsten Mitgliedern des Kunstvereins“ (Renz). Zudem erhielt die Hansestadt mit dem Vermächtnis der beiden international renommierten Händler und Kunstsammler 30.000 Druckgraphiken und Zeichnungen u. a. von Dürer, Rembrandt und Raffael, die in den Bestand des Kupferstichkabinetts der Hamburger Kunsthalle begründeten. „Ohne Harzen und Commeter“, schrieb Alfred Lichtwark, erster Direktor der Kunsthalle später, sei „eine tiefere künstlerische Bildung in Hamburg nicht zu erwerben“. Georg Ernst Harzen gilt heute als „Begründer der Hamburger Kunsthalle“ (Silke Reuther). Eine bestimmende Institution im Hamburger Kunstleben ist die Galerie auch nach der Gründerzeit geblieben: 1847 übernahmen Wilhelm Becker und Christian Meyer die Kunsthandlung, auf sie folgte 1878 Wilhelm Suhr, der die Geschäftsräume in die Hermannstraße verlegte, den von Alfred Lichtwark geförderten Hamburger Realisten und Impressionisten ein Forum bot und die Galerie in die Aufbruchszeit der Moderne führte. In dieser bedeutenden Ära war Commeter die erste Galerie, die Edvard Munch, Emil Nolde und die Expressionisten der Brücke in Hamburg zeigte. Schon 1897 bezog Wilhelm Suhr seinen Sohn als Teilhaber ein.

### 1900 bis heute
Unter der Leitung von Wilhelm Suhr Junior fanden die Galerie die und der damals angeschlossene Kunstverlag 1908 eine neue Heimat in dem Jugendstilhaus in der Hermannstraße, in direkter Nähe des Hamburger Rathauses, wo die Galerie seither bis in die heutige Zeit residiert. 1952 übernahm, wenn auch nur für eine kurze Episode, Andreas Suhr die Galerie, der die allerersten Bilder von Natias Neutert in den Handel brachte. Zu der Zeit von 1953 bis 1959 findet sich Näheres im Zentralarchiv des internationalen Kunsthandels.
Auf Andreas Suhr folgte 1969 seine Tochter Hella Suhr, gemeinsam mit ihrem Mann Bernd Sommer. Sie setzten die bestehende Traditionslinie mit ihren engen Kontakten zu  den Künstlern der Brücke fort, widmeten ihre ersten beiden großen Ausstellungen Salvador Dalí und Alfred Hrdlicka, zeigten in beständigem Wechsel immer wieder Arbeiten Hamburger Maler und Graphiker wie Eduard Bargheer, Bruno Bruni, Hanno Edelmann, Paul Wunderlich. 
Seit 1997 wird die Galerie Commeter von Carola Persiehl geleitet, der Ur-Urenkelin von Wilhelm Suhr.

## Künstler der Galerie
Gegenwärtig sind Künstlerinnen und Künstler wie Sybille Hermanns, Stephan Heggelke, Minjung Kim, Klaus Schweier, die Zeichnerin Li Trieb, Jochen Hein, Nikolai Makarov, Maria Ikonomopolou, Lars Zech und der Holzbildhauer Zoyt vertreten. 2007 wurde die Schwestergalerie Persiehl & Heine gegründet, die sich ganz auf Fotografien zeitgenössischer Künstler spezialisiert hat und Ausstellungen mit Werken von Matthias Bothor, Kenro Izu, Beba Lindhorst, Robert Lebeck, Sarah Moon, Doug & Mike Starn, Christian Schoppe, Alex Timmermans und Gregor Törzs gezeigt hat und zeigt.